# Dimorphocalyx
Dimorphocalyx é um género botânico pertencente à família Euphorbiaceae.
É nativo desde a Índia até o Sudeste Asiático e o estado australiano de Queensland.

## Espécies
Composto por 26 espécies:
- Dimorphocalyx angustifolius
- Dimorphocalyx australiensis
- Dimorphocalyx balakrishnanii
- Dimorphocalyx beccarii
- Dimorphocalyx beddomii
- Dimorphocalyx borneensis
- Dimorphocalyx bulusanensis
- Dimorphocalyx capillipes
- Dimorphocalyx cumingii
- Dimorphocalyx denticulatus
- Dimorphocalyx dilipianus
- Dimorphocalyx glabellus
- Dimorphocalyx ixoroides
- Dimorphocalyx kunstleri
- Dimorphocalyx kurnoolensis
- Dimorphocalyx lawianus
- Dimorphocalyx loheri
- Dimorphocalyx longipes
- Dimorphocalyx luzoniensis
- Dimorphocalyx malayanus
- Dimorphocalyx meeboldii
- Dimorphocalyx muricatus
- Dimorphocalyx murina
- Dimorphocalyx ovalis
- Dimorphocalyx pauciflorus
- Dimorphocalyx poilanei